# Husmyrtjärnarna (västra)
Husmyrtjärnarna är en sjö i Skellefteå kommun i Västerbotten och ingår i Rickleåns huvudavrinningsområde.